# Fairchild Republic A-10 Thunderbolt II
A-10 Thunderbolt II (Thần sấm II) là loại máy bay cường kích và chi viện không quân trực tiếp của Mỹ. Máy bay này có một chỗ ngồi, hai động cơ phản lực, do hãng Fairchild Republic sản xuất cho Không lực Hoa Kỳ dùng cho nhiệm vụ chi viện không quân trực tiếp (CAS: close air support) cho lực lượng bộ binh bằng cách tấn công xe tăng, xe bọc thép và các mục tiêu mặt đất khác, cũng như được sử dụng để tấn công ngăn chặn tiếp viện của địch (Air interdiction). Đây là chiếc máy bay đầu tiên của Không lực Hoa Kỳ thiết kế riêng cho nhiệm vụ yểm trợ cận chiến từ trên không.

## Quá trình phát triển
Từ lâu Không lực Hoa Kỳ đã bị chỉ trích vì không xem nặng nhiệm vụ yểm trợ cận chiến cho bộ binh. Nhiệm vụ này chỉ được chú ý kể từ chiến tranh Việt Nam. Trong chiến tranh Việt Nam, quân đội Mỹ đã sử dụng các loại phi cơ như UH-1 Gunship, AH-1 Cobra, A-1 Skyraider và cả loại phản lực cơ F-4 Phantom cho nhiệm vụ này. Tất cả các loại phi cơ trên tuy đảm đương tốt vai trò được giao phó nhưng không thỏa mãn hết yêu cầu của bộ binh. UH-1 và AH-1 là phi cơ trực thăng, tuy có những ưu điểm riêng của nó nhưng vẫn có khuyết điểm là trọng tải vũ khí nhỏ, giáp yếu nên không bao vùng lâu được. A-1 Skyraider lại là máy bay cánh quạt với thiết kế như thời Chiến tranh thế giới thứ hai, tuy nó được yêu thích nhất trong nhiệm vụ cận không yểm vì trọng tải vũ khí lớn, bay lâu, độ chính xác trong không yểm cao nhưng giáp vẫn yếu và là một thiết kế cũ, kém cơ động. F-4 Phantom thì hoàn toàn không thích hợp với nhiệm vụ này vì tốc độ bay quá cao, hao xăng nên độ chính xác trong không yểm kém và thời gian bao vùng ngắn.
Trong thập kỷ 70, Không lực Hoa Kỳ bắt đầu nghiên cứu và chế tạo loại phi cơ mới chuyên cho nhiệm vụ Cận không yểm. Tiêu chí cho nhiệm vụ yểm trợ cận chiến là phi cơ phải có trọng tải vũ khí lớn, buồng lái bọc thép, có khả năng bay chậm và thấp để đạt được độ chính xác cao nhất, và thời gian bay bao vùng phải lâu. Những yêu cầu trên được đúc kết từ những kinh nghiệm của các phi công A-1 Skyraider. Đặc biệt loại phi cơ này được chế tạo riêng cho việc sử dụng loại pháo mới GAU-8/A Avenger. Đây là loại pháo liên thanh kiểu Gatling 7 nòng, bắn đạn 30mm với tốc độ bắn lên đến 4200 viên/phút (tức trong một giây bắn ra đến 70 viên đạn!). Đây là hỏa lực chính để chống xe tăng của phi cơ mới, chứ không phải là bom hay hỏa tiễn vì nó đơn giản, nhanh, mạnh và rẻ. Vào vòng chung kết là hai mẫu A-9 của Northrop và A-10 của Fairchild Republic, với kết quả A-10 được chọn làm loại phi cơ yểm trợ cận chiến mới cho Không lực Hoa Kỳ.

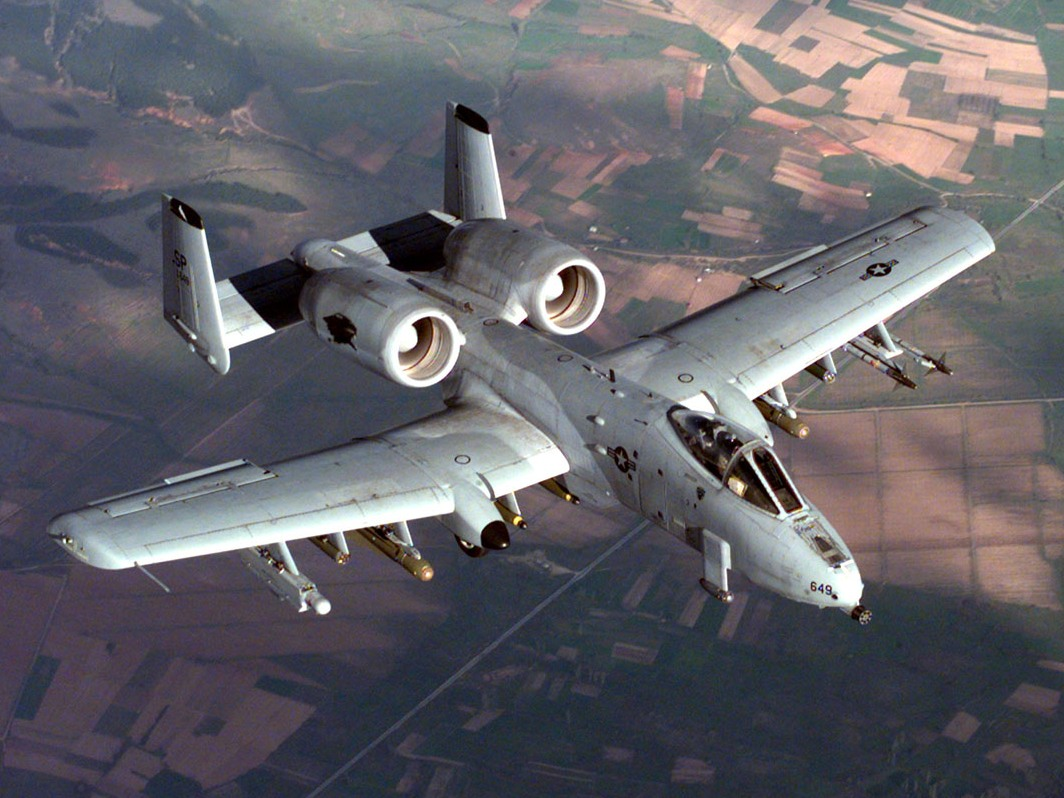
USAF A-10A Thunderbolt II

Tuy tốc độ bay chậm là cần thiết cho nhiệm vụ không yểm nhưng đó cũng là lập luận chính của những lời chỉ trích phi cơ A-10. Đối với những người chỉ trích thì phi cơ phải "càng [bay] nhanh càng tốt" để có thể tránh được các loại hỏa tiễn phòng không vác vai như SA-7. Theo họ chính tốc độ bay chậm và cách thức bay cắm đầu vào mục tiêu để bắn súng quá xưa cũ đã biến A-10 thành mồi ngon cho lực lượng phòng không địch. Tuy những lập luận này không sai nhưng thực tế đã chứng minh phi cơ bay nhanh hoàn toàn không thích hợp cho nhiệm vụ yểm trợ bộ binh, với bài học từ phản lực cơ F-4. Ngoài ra, để tránh hỏa tiễn tầm nhiệt không phải chỉ bay càng nhanh càng tốt (mặc dù nghe hợp logic) mà là sử dụng không hạn chế mồi bẫy nhiệt (Flare). Chính vì tư duy này nên mới xuất hiện tin đồn F-35 Lightning II sẽ thay thế A-10. Trước đây Không lực Hoa Kỳ cũng đã có dự tính dùng một phiên bản cải tiến của F-16 để thay thế A-10, cũng do xuất phát từ lập luận chê A-10 bay chậm trên, nhưng rồi kế hoạch này cũng bị hủy bỏ.
Cho đến nay, tuy A-10 không còn được sản xuất nữa nhưng Không lực Hoa Kỳ vẫn chưa có ý định thay thế nó. Từ năm 2005 các chiếc A-10 đang sử dụng đều được bắt đầu nâng cấp lên chuẩn A-10C, việc này dự tính sẽ hoàn thành vào năm 2011 với tổng chi phí lên đến 4,4 tỷ USD. Dự tính A-10 sẽ được sử dụng tới năm 2030.
Hiện đang có kế hoạch để cho nghỉ hưu và thay thế loại máy bay này trước hạn để tiết kiệm chi phí và dựa vào những máy bay chiến đấu hiện có như F-15E Strike Eagle và F-16 Fighting Falcon để thực hiện nhiệm vụ hỗ trợ mặt đất hiện tại còn F-35 thì chưa biết khi nào mới hoạt động nhưng chi phí hoạt động nếu nó đi vào hoạt động tính ra sẽ đắt hơn gần 3 lần. Một trong các lý do để phàn nàn cho các chiếc A-10 ngừng hoạt động là chúng không đủ nhanh nhẹn và quá tốn kém để bảo trì với việc cho chúng nghỉ hưu có thể tiết kiệm được 3,5 tỷ USD trong 5 năm giảm hàng ngàn việc làm cùng các chi phí khác.

## Đặc điểm
A-10 là loại phi cơ một chỗ ngồi. Buồng lái được trang bị lớp giáp Titan dày từ 12,7mm đến 38,1mm với tổng trọng lượng lên đến 408 kg. Lớp giáp này có thể chịu được đạn phòng không 23mm. A-10 có tính cơ động tốt khi bay chậm và thấp vì cánh thẳng và lớn. Điều này giúp phi công có đủ khả năng quan sát chiến trường và phân biệt mục tiêu để yểm trợ tốt nhất. Do không cần bay nhanh nên A-10 được trang bị động cơ loại turbofan, hai động cơ gắn trên lưng tạo nên hình dáng đặc trưng cho A-10. Nhìn chung A-10 bị xem là có hình dáng xấu xí nhưng là loại phi cơ cực kỳ hiệu quả.
- Phi hành đoàn: 1 người
- Chiều dài: 16,26m
- Sải cánh: 17,53m
- Chiều cao: 4,47m
- Diện tích cánh: 47,01m²
- Cánh bẻ lên một góc: 7o
- Trọng lượng:
  - Rỗng: 11.321 kg
  - Cất cánh thông thường: 14.846 kg
  - Cất cánh tối đa: 22.680 kg
  - Nhiên liệu tối đa: 4.853 kg (trong thân)
- Tốc độ:
  - Tối đa: 706 km/h
  - Tối thiểu: 220 km/h
  - Leo cao: 1.828m/phút
- Cao độ tối đa: 13.636m
- Bán kính hoạt động:
  - Nhiệm vụ Cận không yểm: 250 hải lý (460 km) với 112,8 phút bay bao vùng bằng một động cơ và 10 phút chiến đấu
  - Nhiệm vụ Chống chiến xa: 252 hải lý (467 km) với 30 phút chiến đấu
- Tầm bay không tải tối đa: 2.240 hải lý (4.150 km)
- Động cơ: 2x General Electric TF34-GE-100A turbofans với sức đẩy 2x 40.32 kN

## Vũ trang

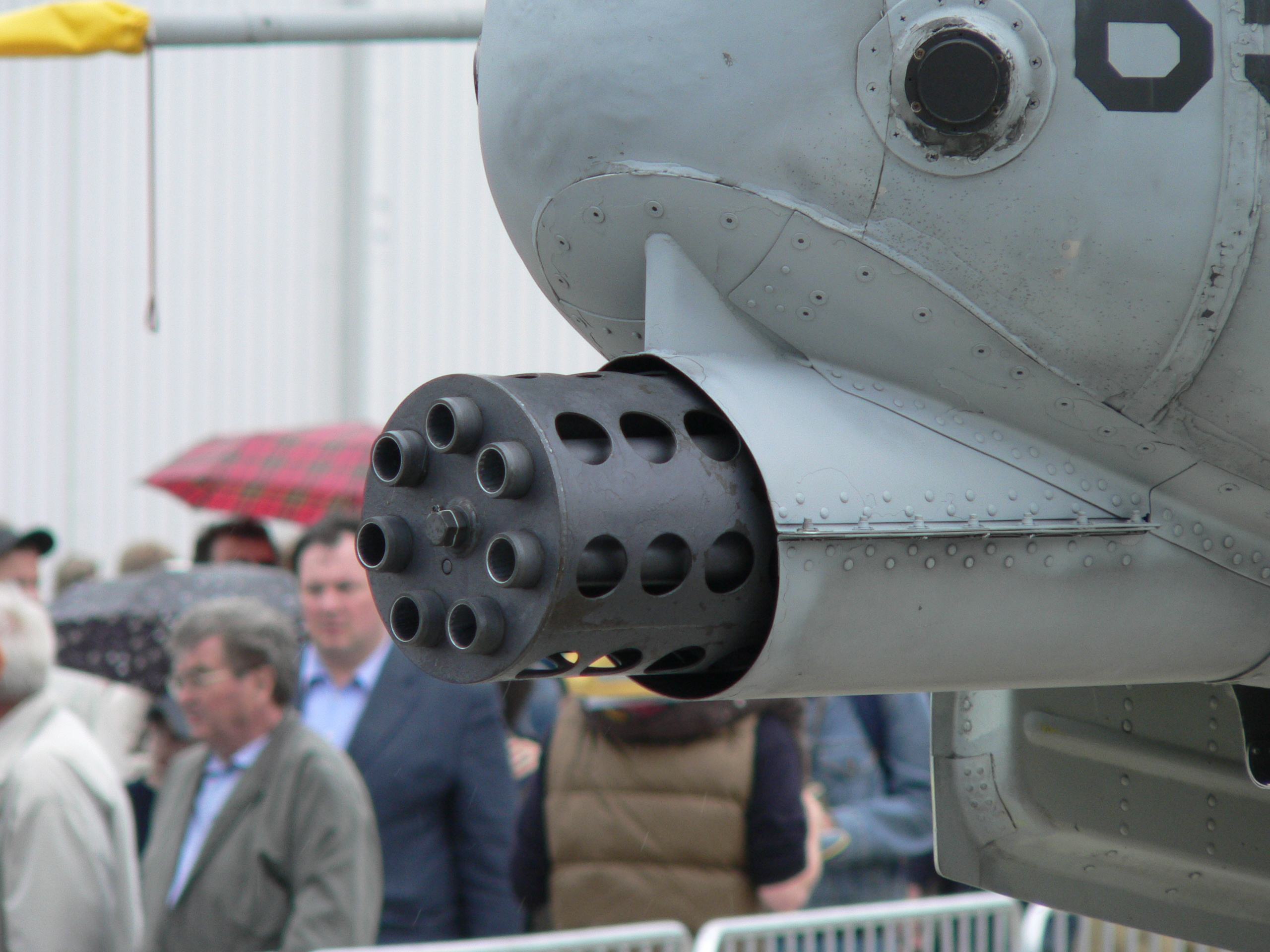
Súng Gatling GAU-8 Avenger

Hỏa lực chính gồm một pháo tự động 30mm GAU-8 Avenger với 1174 viên đạn, tốc độ bắn được chỉnh giảm xuống còn 3900 viên/phút. Chính tốc độ bắn cao đã tạo ra suy nghĩ sai lệch là A-10 sẽ mau hết đạn, nhưng điều đó không đúng. Với tốc độ này phi công bóp cò liên tục trong khoảng 18 giây sẽ hết đạn, nhưng việc bắn thả giàn như thế không bao giờ xảy ra trong thực tế. Trong thực tế phi công bắn theo loạt 0.5, 1 hoặc 2 giây; nếu tính trung bình một loạt bắn kéo dài 1 giây thì phi công A-10 có thể bóp cò được 18 lần, một con số cũng không quá nhỏ.
Tổng trọng tải vũ khí lên đến 7,2 tấn, phân bố trên 11 ray treo (8 ray dưới hai cánh và 3 ray dưới bụng) bao gồm:
- Bom thông dụng
  - Mark 82 500 cân Anh (tối đa 10 trái)
  - Mark 83 1000 cân Anh (tối đa 6 trái)
  - Mark 84 2000 cân Anh (tối đa 2 trái)
- Bom cháy Mark 77 (tối đa 2 trái)
- Bom chùm BL-755, CBU-52/58/71/87/89/97 (tối đa 4 trái)
- Bom điều khiển bằng laser GBU-10/16/24 Paveway (tối đa 2 trái)
- Tên lửa không-đối-đất AGM-65 Maverick (tối đa 6 trái)
- Tên lửa không-đối-không AIM-9 Sidewinder (tối đa 4 trái)
- Ống phóng rocket Hydra 70mm
  - LAU-61 chứa 19 trái (tối đa 4 ống)
  - LAU-68 chứa 7 trái (tối đa 4 ống)
- Ống phóng rocket Zuni 127mm LAU-10 chứa 4 trái (tối đa 6 ống)

Vũ trang thông dụng của phi cơ A-10 cho mọi nhiệm vụ là như sau:
- Ray số một: 1x ALQ-131 ECM pod

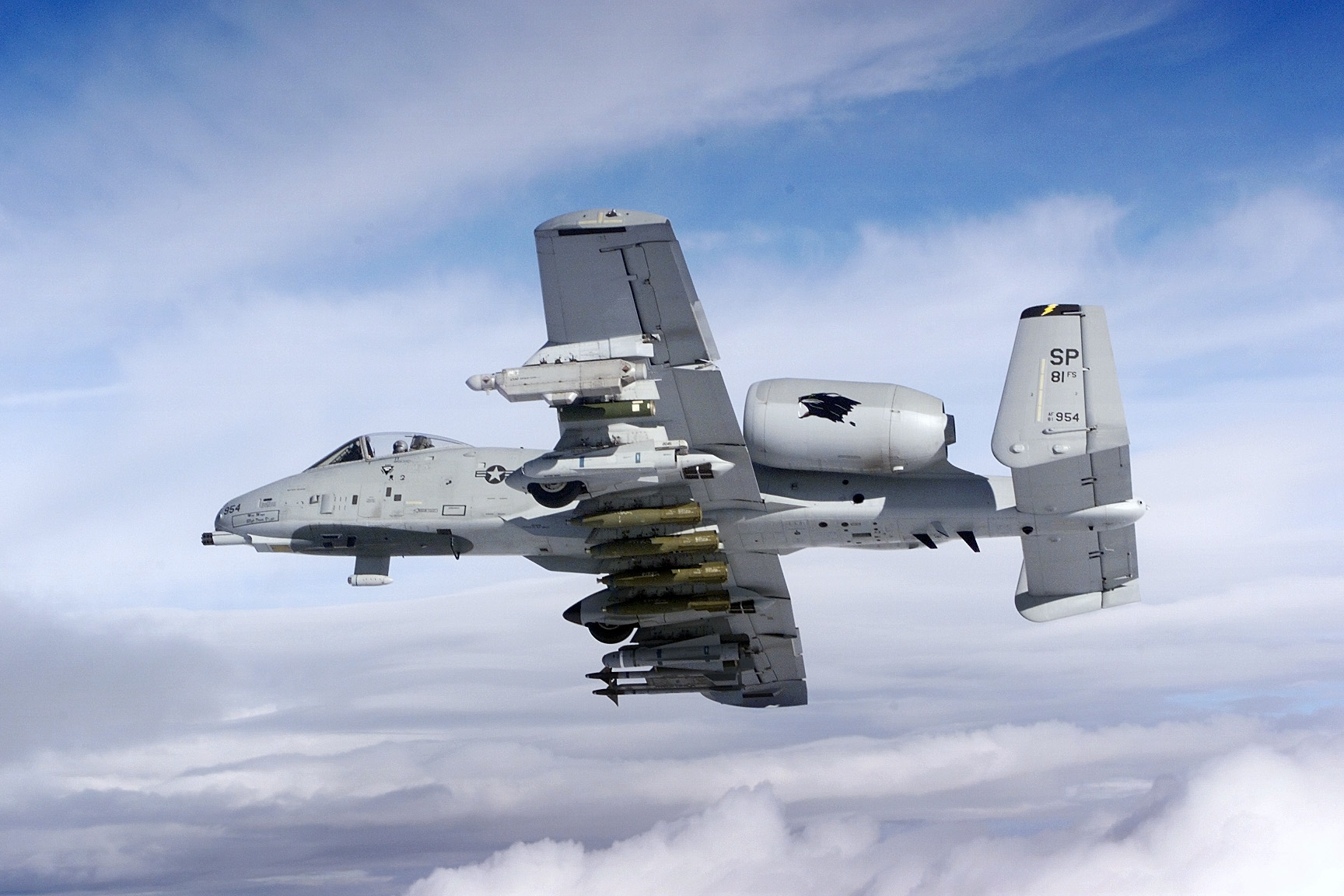
A-10 Thunderbolt II với vũ trang thông dụng

- Ray số hai và mười: 2x LAU-68 Hydra 70mm (tổng cộng 14 trái)
- Ray số ba và chín: 2x AGM-65 Maverick
- Ray số bốn, năm, bảy và tám: 4x bom Mark 82
- Ray số mười một: 2x AIM-9 Sidewinder để tự vệ trước phi cơ địch
- 1x thiết bị dò laser AN/AAS-35(V) Pave Penny, gắn bên phải phía dưới buồng lái

Loại máy bay này là nỗi sợ hãi của bất kỳ loại xe tăng nào. Trong Chiến tranh Iraq (Chiến dịch Bão táp Sa mạc), Mỹ đã sử dụng tối đa loại máy bay này và lực lượng tăng thiết giáp Iraq đã phải chịu tổn thất lớn.